# Liste der Naturdenkmale in Burkhardtsdorf
Die Liste der Naturdenkmale in Burkhardtsdorf nennt die Naturdenkmale in Burkhardtsdorf im sächsischen Erzgebirgskreis.

## Definition
„Naturdenkmäler sind rechtsverbindlich festgesetzte Einzelschöpfungen der Natur oder entsprechende Flächen bis zu fünf Hektar, deren besonderer Schutz erforderlich ist
1. aus wissenschaftlichen, naturgeschichtlichen oder landeskundlichen Gründen oder
2. wegen ihrer Seltenheit, Eigenart oder Schönheit.“

„§ 18 – Naturdenkmäler – (zu § 28 BNatSchG)
(1) Die Erklärung nach § 22 Abs. 1 BNatSchG von Teilen von Natur und Landschaft als Naturdenkmal erfolgt durch Rechtsverordnung oder Einzelanordnung.
(2) Über § 28 Abs. 1 BNatSchG hinaus können Naturdenkmäler zur Sicherung von Lebensgemeinschaften oder Lebensstätten von im Bestand gefährdeten oder streng geschützten Arten festgesetzt werden.“

## Liste
Link zu einem Kartenansichtstool, um Koordinaten zu setzen.
| Bild                          | Bezeichnung                       | Lage                                              | Beschreibung | Datum                                                                                       | Nummer     |
| ----------------------------- | --------------------------------- | ------------------------------------------------- | --- | ------------------------------------------------------------------------------------------- | ---------- |
| BW                            | Zwönitzlauf am Dachsberg          | Burkhardtsdorf (50° 44′ 20,6″ N, 12° 56′ 53,6″ O) | Fläche: ca. 23818 m² | Verordnung des Landkreises Stollberg vom 27.02.2003, Landkreisnachrichten Nr. 06/2003, S. 9 | 364.23-037 |
| BW                            | Zeichenbaumbach und Matthes-Teich | Burkhardtsdorf (50° 43′ 12″ N, 12° 55′ 39″ O)     | Fläche: ca. 61335 m² | Verordnung des Landkreises Stollberg vom 18.03.1998                                         | 364.23-038 |
| mehr Fotos \| Fotos hochladen | Stieleiche Burkhardtsdorf         | Burkhardtsdorf (50° 44′ 2,3″ N, 12° 57′ 41,9″ O)  | - Alter: ca. 130 (Stand: 2004) Jahre - Höhe: ca. 20 m - Umfang: ca. 3,15 m - Kronendurchmesser: ca. 18 m geschützt seit 02.04.1958 (lt. Schild an der Eiche, auch Höhe/Umfang/Kronendurchmesser von dort) |                                                                                             | 88         |